# Charles Leslie
Charles Leslie est un théologien protestant irlandais, fils d'un évêque, né en Irlande dans la première moitié du XVIIe siècle, mort en 1722. 
Il entra dans les ordres vers 1680, et fut nommé chancelier de l’Église cathédrale de Connor, en 1688. Doué de talents supérieurs, il gagna promptement la confiance des protestants et se montra digne de cette faveur en luttant sans cesse contre les envahissements du catholicisme. 
Quand Jacques II eut été renversé du trône, Leslie resta fidèle à son roi, et cette conduite, qui lui fit perdre ses bénéfices, le rendit odieux au nouveau pouvoir. 
Expulsé d’Angleterre, il suivit le prétendant. Mais le pain de l’exil était amer à sa bouche, les pérégrinations incessantes avaient épuisé ses forces. Il retourna en Angleterre en 1721 et mourut peu de temps après. 

## Œuvres
On a de lui : 
- l’État des protestants en Irlande (1692, in-4°) ;
- Cassandra (1703) ; Récits (1704) ;
- Méthode courte et aisée pour combattre les juifs (1689) ;
- État présent du quakerisme en Angleterre (1701, in-8°) ;
- Méthode courte et aisée pour combattre les déistes (1694, in-8°) ;
- la Vérité du christianisme démontrée dans un dialogue entre un chrétien et un déiste (1711, in-8°) ;
- le Socinianisme discuté (1708) ;
- Du jugement privé et de l’autorité en matière de foi, etc.

Tous ses écrits théologiques ont été réunis en 2 vol. (Londres, 1721).

## Source
« Charles Leslie », dans Pierre Larousse, Grand dictionnaire universel du XIXe siècle, Paris, Administration du grand dictionnaire universel, 15 vol., 1863-1890 [détail des éditions].
- Notices d'autorité :   - VIAF
  - ISNI
  - BnF (données)
  - IdRef
  - LCCN
  - GND
  - Belgique
  - Pays-Bas
  - Pologne
  - Israël
  - Australie
  - Grèce
  - WorldCat
- Notices dans des dictionnaires ou encyclopédies généralistes :   - Dictionary of Irish Biography
  - Dictionary of Ulster Biography
  - Oxford Dictionary of National Biography
  - Treccani
- Ressources relatives aux beaux-arts :   - British Museum
  - National Portrait Gallery